# Gare de Pulligny - Autrey
Gare de Pulligny - Autrey vasútállomás Franciaországban, Autrey településen.

## Vasútvonalak
Az állomást az alábbi vasútvonalak érintik:
- Jarville-la-Malgrange–Mirecourt-vasútvonal

## Kapcsolódó állomások
A vasútállomáshoz az alábbi állomások vannak a legközelebb:
- Gare de Pierreville
- Gare de Ceintrey